# Marcel Lewin
Marcel Lewin est un ancien joueur de rugby à XV.
Il est né le 1er juillet 1946 à Paris. Ce médecin, avec 1,85 m pour 85 kg, avait pour poste de prédilection troisième ligne aile.

## Carrière de joueur

### En club
- US Ussel
- CA Brive

## Palmarès

### En club
Avec le CA Brive
- Championnat de France de première division :
  - Vice-champion (2) : 1965 et 1972